# Irán az 1960. évi nyári olimpiai játékokon
Irán az olaszországi Rómában megrendezett 1960. évi nyári olimpiai játékok egyik részt vevő nemzete volt. Az országot az olimpián 5 sportágban 23 sportoló képviselte, akik összesen 4 érmet szereztek.

## Érmesek
| Érem  | Versenyző         | Sportág    | Versenyszám        |
| ----- | ----------------- | ---------- | ------------------ |
| Ezüst | Gholamreza Takhti | Birkózás   | Szabadfogás, 87 kg |
| Bronz | Mohammad Paziraei | Birkózás   | Kötöttfogás, 52 kg |
| Bronz | Ebrahim Szeifpour | Birkózás   | Szabadfogás, 52 kg |
| Bronz | Ismail Elm Khah   | Súlyemelés | 56 kg              |

## Atlétika
Férfi
| Versenyző         | Versenyszám | Selejtező | Selejtező | Döntő    | Döntő    |
| Versenyző         | Versenyszám | Eredmény  | Helyezés  | Eredmény | Helyezés |
| ----------------- | ----------- | --------- | --------- | -------- | -------- |
| Rouhollah Rahmani | Hármasugrás | 14,70 m   | 30.       | kiesett  | kiesett  |

## Birkózás
Kötöttfogású
| Versenyző          | Versenyszám | 1. forduló                 | 1. forduló | 1. forduló | 2. forduló                              | 2. forduló | 2. forduló | 3. forduló                | 3. forduló | 3. forduló | 4. forduló             | 4. forduló | 4. forduló | 5. forduló                               | 5. forduló | 5. forduló | 6. forduló        | 6. forduló | 6. forduló | Döntő                      | Döntő   | Döntő   | Helyezés |
| Versenyző          | Versenyszám | Ellenfél Eredmény          | Pont       | Hely.      | Ellenfél Eredmény                       | Pont       | Hely.      | Ellenfél Eredmény         | Pont       | Hely.      | Ellenfél Eredmény      | Pont       | Hely.      | Ellenfél Eredmény                        | Pont       | Hely.      | Ellenfél Eredmény | Pont       | Hely.      | Ellenfél Eredmény          | Pont    | Hely.   | Helyezés |
| ------------------ | ----------- | -------------------------- | ---------- | ---------- | --------------------------------------- | ---------- | ---------- | ------------------------- | ---------- | ---------- | ---------------------- | ---------- | ---------- | ---------------------------------------- | ---------- | ---------- | ----------------- | ---------- | ---------- | -------------------------- | ------- | ------- | -------- |
| Mohammad Paziraei  | 52 kg       | Maurice Mewis (BEL) · 1-3  | 1          | =4.        | Osman El-Sayed (RAU) · 3-1              | 4          | =10.       | Stefan Hajduk (POL) · 1-3 | 5          | =7.        | erőnyerő               | 5          | =3.        |                                          |            |            |                   |            |            | Ivan Kocsergin (URS) · 1-3 | 6       | 3.      |          |
| Ali Bani Hashemi   | 57 kg       | Jiří Švec (TCH) · 3-1      | 3          | =16.       | Stipan Dora (YUG) · 3-1                 | 6          | =17.       | kiesett                   | kiesett    | kiesett    | kiesett                | kiesett    | kiesett    | kiesett                                  | kiesett    | kiesett    |                   |            |            | kiesett                    | kiesett | kiesett | 17.      |
| Hossein Ebrahimian | 62 kg       | Rauno Mäkinen (FIN) · 1-3  | 1          | =6.        | José António Gregório (POR) · kétvállas | 1          | =3.        | Lee Allen (USA) · 1-3     | 2          | =3.        | Mihai Şulţ (ROU) · 1-3 | 3          | =3.        | Konsztantyin Virupajev (URS) · kétvállas | 7          | =6.        | kiesett           | kiesett    | kiesett    | kiesett                    | kiesett | kiesett | 6.       |
| Mansour Hazrati    | 79 kg       | Pentti Punkari (FIN) · 2-2 | 2          | =10.       | Jiří Kormaník (TCH) · 3-1               | 5          | 14.        | Kazım Ayvaz (TUR) · 3-1   | 8          | 14.        | kiesett                | kiesett    | kiesett    | kiesett                                  | kiesett    | kiesett    | kiesett           | kiesett    | kiesett    | kiesett                    | kiesett | kiesett | 14.      |

Szabadfogású
| Versenyző              | Versenyszám | 1. forduló                              | 1. forduló | 1. forduló | 2. forduló                          | 2. forduló | 2. forduló | 3. forduló                          | 3. forduló | 3. forduló | 4. forduló                      | 4. forduló | 4. forduló | 5. forduló                         | 5. forduló | 5. forduló | 6. forduló              | 6. forduló | 6. forduló | Döntő                          | Döntő   | Döntő   | Helyezés |
| Versenyző              | Versenyszám | Ellenfél Eredmény                       | Pont       | Hely.      | Ellenfél Eredmény                   | Pont       | Hely.      | Ellenfél Eredmény                   | Pont       | Hely.      | Ellenfél Eredmény               | Pont       | Hely.      | Ellenfél Eredmény                  | Pont       | Hely.      | Ellenfél Eredmény       | Pont       | Hely.      | Ellenfél Eredmény              | Pont    | Hely.   | Helyezés |
| ---------------------- | ----------- | --------------------------------------- | ---------- | ---------- | ----------------------------------- | ---------- | ---------- | ----------------------------------- | ---------- | ---------- | ------------------------------- | ---------- | ---------- | ---------------------------------- | ---------- | ---------- | ----------------------- | ---------- | ---------- | ------------------------------ | ------- | ------- | -------- |
| Ebrahim Szeifpour      | 52 kg       | Dieter Gröning (AUS) · kétvállas        | 0          | =1.        | Väinö Rantala (FIN) · kétvállas     | 0          | =1.        | Lesław Kropp (POL) · kétvállas      | 0          | 1.         | André Zoete (FRA) · kétvállas   | 0          | 1.         | Ali Aliyev (URS) · kétvállas       | 0          | 1.         | Ahmet Bilek (TUR) · 3-1 | 3          | 1.         | Macubara Maszajuki (JPN) · 3-1 | 6       | 3.      |          |
| Mohamed Mehdi Yaghoubi | 57 kg       | Hüseyin Akbaş (TUR) · 2-2               | 2          | =9.        | Vittorio Mancini (SMR) · kétvállas  | 2          | =5.        | Im Gwang-Jae (KOR) · 1-3            | 3          | =4.        | Tadashi Asai (JPN) · 3-1        | 6          | 7.         | kiesett                            | kiesett    | kiesett    |                         |            |            | kiesett                        | kiesett | kiesett | 7.       |
| Mohammad Khadem        | 62 kg       | Vlagyimir Rubasvili (URS) · kétvállas   | 4          | =18.       | Louis Giani (USA) · 1-3             | 5          | =16.       | Gang Jeong-Ho (KOR) · kétvállas     | 5          | 9.         | Tamiji Sato (JPN) · kétvállas   | 9          | 8.         | kiesett                            | kiesett    | kiesett    | kiesett                 | kiesett    | kiesett    | kiesett                        | kiesett | kiesett | 8.       |
| Moustafa Tajiki        | 67 kg       | Muhammad Ashraf-Din (PAK) · kétvállas   | 0          | =1.        | Hayrullah Şahinkaya (TUR) · 1-3     | 1          | =1.        | Nazem Amine (LIB) · kétvállas       | 1          | 1.         | Tony Ries Jr. (RSA) · kétvállas | 1          | 1.         | Enyu Valcsev (BUL) · kétvállas     | 5          | =2.        |                         |            |            | Shelby Wilson (USA) · 3-1      | 8       | =4.     | 4.       |
| Imam-Ali Habibi        | 73 kg       | Choi Myeong-Jong (KOR) · kétvállas      | 0          | =1.        | Åke Carlsson (SWE) · 1-3            | 1          | =3.        | Muhammed Bashir (PAK) · 1-3         | 2          | =3.        | Gaetano De Vescovi (ITA) · 1-3  | 3          | =2.        | Douglas Blubaugh (USA) · kétvállas | 7          | =4.        |                         |            |            | kiesett                        | kiesett | kiesett | 4.       |
| Mansour Mahdizadeh     | 79 kg       | Fred Thomas (NZL) · kétvállas           | 4          | =13.       | Hans Antonsson (SWE) · 1-3          | 5          | =13.       | Hasan Güngör (TUR) · 2-2            | 7          | =12.       | kiesett                         | kiesett    | kiesett    |                                    |            |            |                         |            |            | kiesett                        | kiesett | kiesett | 12.      |
| Gholamreza Takhti      | 87 kg       | Ghulam Mohiddin Gunga (AFG) · kétvállas | 0          | =1.        | Patrick Parsons (AUS) · kétvállas   | 0          | 1.         | Kavano Sunicsi (JPN) · kétvállas    | 0          | 1.         | Gurics György (HUN) · kétvállas | 0          | 1.         | Manie van Zyl (RSA) · kétvállas    | 0          | 1.         |                         |            |            | İsmet Atlı (TUR) · 3-1         | 3       | 2.      |          |
| Yaqub-Ali Shourvarzi   | +87 kg      | Max Ordman (RSA) · kétvállas            | 0          | =1.        | Szavkuz Dzaraszov (URS) · kétvállas | 4          | =9.        | Wilfried Dietrich (EUA) · kétvállas | 8          | =10.       | kiesett                         | kiesett    | kiesett    | kiesett                            | kiesett    | kiesett    |                         |            |            | kiesett                        | kiesett | kiesett | 10.      |

## Ökölvívás
| Versenyző         | Versenyszám  | Selejtező         | 32-es főtábla               | Nyolcaddöntő                            | Negyeddöntő       | Elődöntő          | Döntő             | Helyezés |
| Versenyző         | Versenyszám  | Ellenfél Eredmény | Ellenfél Eredmény           | Ellenfél Eredmény                       | Ellenfél Eredmény | Ellenfél Eredmény | Ellenfél Eredmény | Helyezés |
| ----------------- | ------------ | ----------------- | --------------------------- | --------------------------------------- | ----------------- | ----------------- | ----------------- | -------- |
| Ezrael Illkhanouf | Légsúly      | erőnyerő          | James Badrian (RHO) · 4-1   | Miguel Ángel Botta (ARG) · visszalépett | kiesett           | kiesett           | kiesett           | 9.       |
| Sadegh Khoi       | Harmatsúly   | erőnyerő          | Muhammad Nasir (PAK) · 1-4  | kiesett                                 | kiesett           | kiesett           | kiesett           | 17.      |
| Vazik Kazarian    | Kisváltósúly | erőnyerő          | Bobby Kelsey (GBR) · 2-3    | kiesett                                 | kiesett           | kiesett           | kiesett           | 17.      |
| Ghasem Yavarkandi | Váltósúly    | erőnyerő          | Alfredo Cornejo (CHI) · 3-2 | Leszek Drogosz (POL) · 0-5              | kiesett           | kiesett           | kiesett           | 9.       |

## Sportlövészet
Férfi
| Versenyző              | Versenyszám           | Selejtező | Selejtező | Selejtező | Döntő   | Döntő    |
| Versenyző              | Versenyszám           | Csoport   | Pont      | Helyezés  | Pont    | Helyezés |
| ---------------------- | --------------------- | --------- | --------- | --------- | ------- | -------- |
| Gholam Hossein Mobaser | Sportpuska, fekvő     | A         | 384       | 18.       | 567     | 50.      |
| Gholam Hossein Mobaser | Sportpuska, összetett | A         | 471       | 35.       | kiesett | 71.      |

## Súlyemelés
| Versenyző            | Versenyszám | Nyomás   | Nyomás   | Szakítás                 | Szakítás                 | Lökés    | Lökés    | Összesen | Helyezés |
| Versenyző            | Versenyszám | Eredmény | Helyezés | Eredmény                 | Helyezés                 | Eredmény | Helyezés | Összesen | Helyezés |
| -------------------- | ----------- | -------- | -------- | ------------------------ | ------------------------ | -------- | -------- | -------- | -------- |
| Ismail Elm Khah      | 56 kg       | 97,5     | =4.      | 100,0                    | =4.                      | 132,5    | =2.      | 330,0    |          |
| Ali Safa-Sonboli     | 60 kg       | 92,5     | =13.     | érvényes kísérlet nélkül | érvényes kísérlet nélkül | kiesett  | kiesett  | kiesett  | kiesett  |
| Henrik Tamraz        | 67,5 kg     | 112,5    | =8.      | 105,0                    | =15.                     | 130,0    | 17.      | 347,5    | 14.      |
| Mohammad Ami-Tehrani | 75 kg       | 117,5    | 8.       | 120,0                    | =4.                      | 155,0    | =3.      | 392,5    | 6.       |
| Mongashti Amirian    | 82,5 kg     | 120,0    | =12.     | 120,0                    | =7.                      | 150,0    | =14.     | 390,0    | 10.      |